# Dům Sevasťanova
Dům Sevasťanova (rusky Дом Севастьянова) je výstavný dům v centru ruského Jekatěrinburgu, nedaleko Městské nádrže.

## Historie
Nejstarší zmínka o budově stojící na tomto pozemku pochází z roku 1817. Již v roce 1829 je z plánu města jasné, že dům má kruhové nároží (v té době ve městě jediné). V té době měl klasicistní vzhled.
Roku 1860 koupil dům vysoký státní úředník Nikolaj Ivanovič Sevasťanov, který záhy přistoupil k přestavbě podle projektu guberniálního sekretáře Alexandra Ivanoviče Padučeva. Výsledkem byla velmi bohatě dekorovaná fasáda v eklektickém stylu s prvky neobaroka, neogotiky a neoromantismu. Na straně obrácené k Městské nádrži byla vedena parádní enfiláda, která zahrnovala neogotický sál a nárožní kulatý neorenesanční sál s kupolí. Směrem do dvora byly fasády bez dekorace. Mezeru mezi vedlejším domem vyplňovala brána.
Dům nepochybně ovlivnil architekturu Jekatěrinburgu, neboť po jeho výstavbě se zde objevila řada neogotických staveb.
Když byl Sevasťanov povýšen a přestěhoval se do Petrohradu, budovu zakoupilo ministerstvo spravedlnosti. Od roku 1874 se zde nacházel oblastní soud, pro jehož účely byla stavba uzpůsobena. Roku 1914 vzniknul plán rozšíření budovy, do roku 1917 se ale stihlo pouze prodloužit křídlo přiléhající dnes k prospektu Lenina, dekor fasády kopíroval stávající výzdobu.
Revoluční vojska Ačinského pěchotního pluku budovu v dubnu 1917 vyrabovala. Roku 1918 zde byl zřízen první Uralský komisariát práce. 28. srpna 1919 (po odchodu československých legionářů z města) se zde konala první konference jekatěrinburských bolševiků. Později získala dům do užívání oblastní rada odborů. Po rozpadu SSSR se zde nacházely kanceláře.
Roku 2008 bylo rozhodnuto o rekonstrukci objektu jako rezidence prezidenta Ruska na summitu Šanghajské organizace pro spolupráci v létě 2009. Došlo nejenom ke kompletní restauraci exteriérů a interiérů, ale bylo přistavěno i nové křídlo, v němž byl zřízen sál pro slavnostní zasedání. Zároveň byl ovšem dům oddělen od ulice plotem. Od té doby je dům Sevasťanova oficiální rezidencí nejvyšších státních představitelů a slouží také k přijímání hostů a jednáním. V roce 2013 se zde konal summit EU-Rusko.

## Galerie

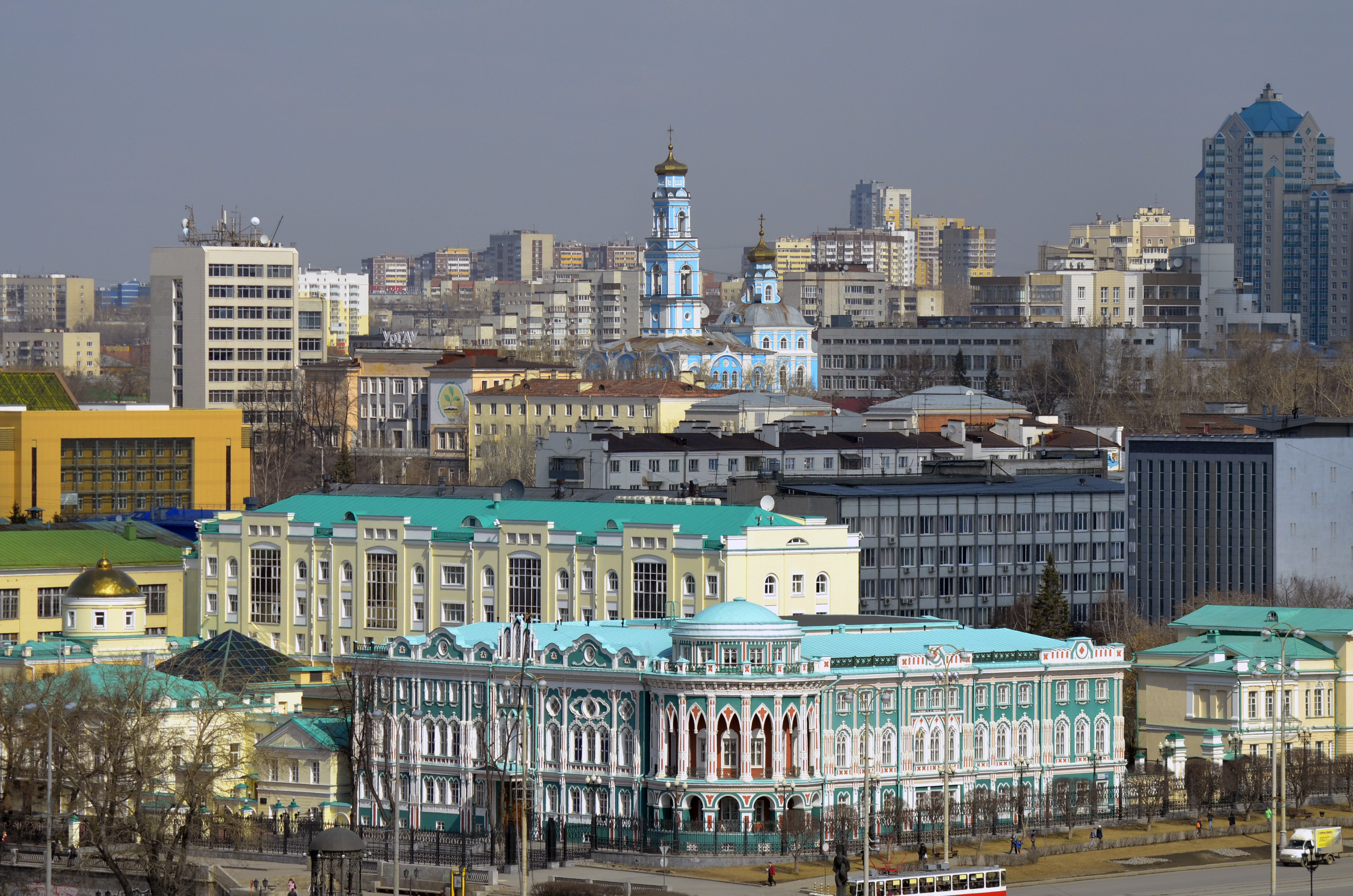
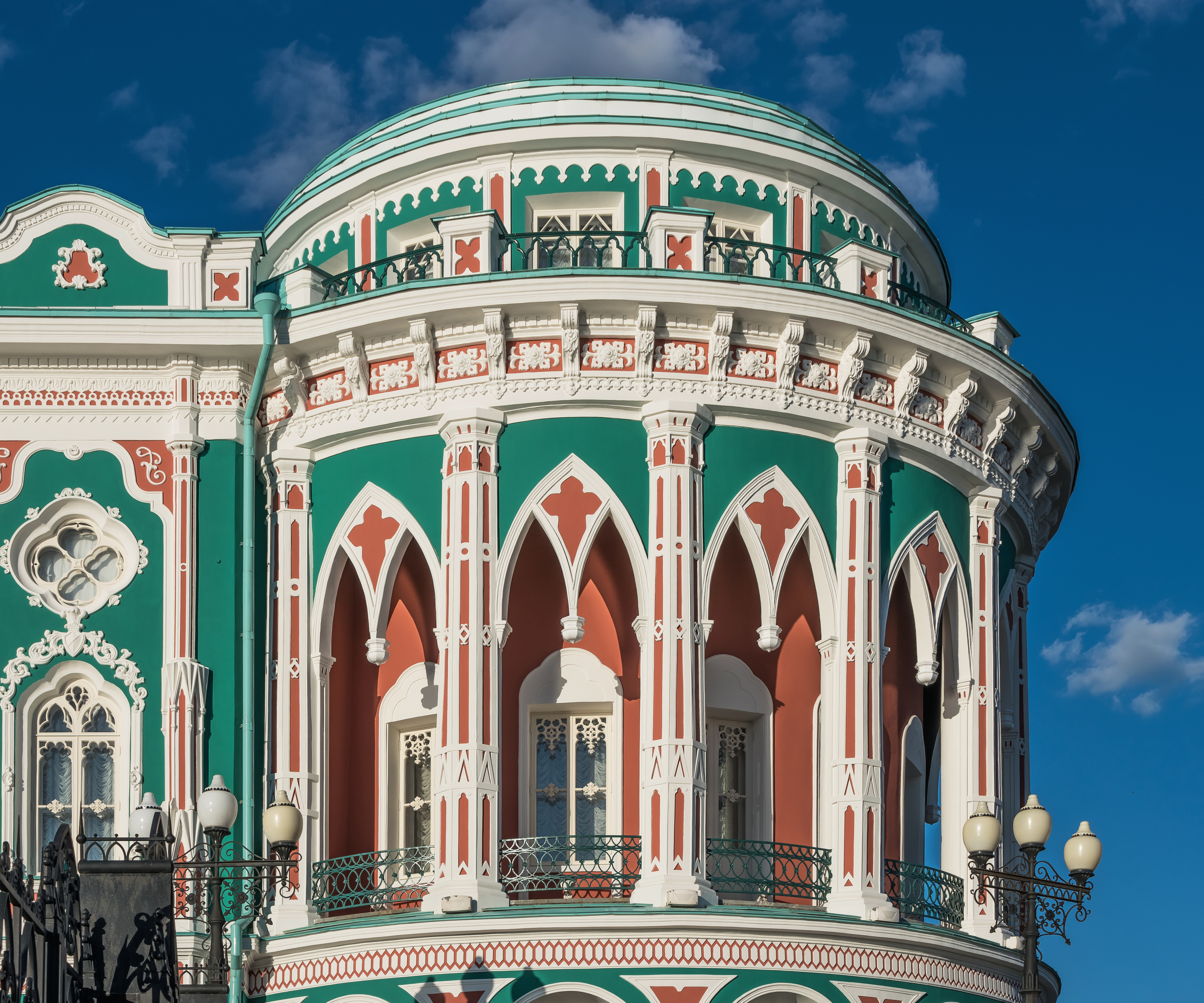
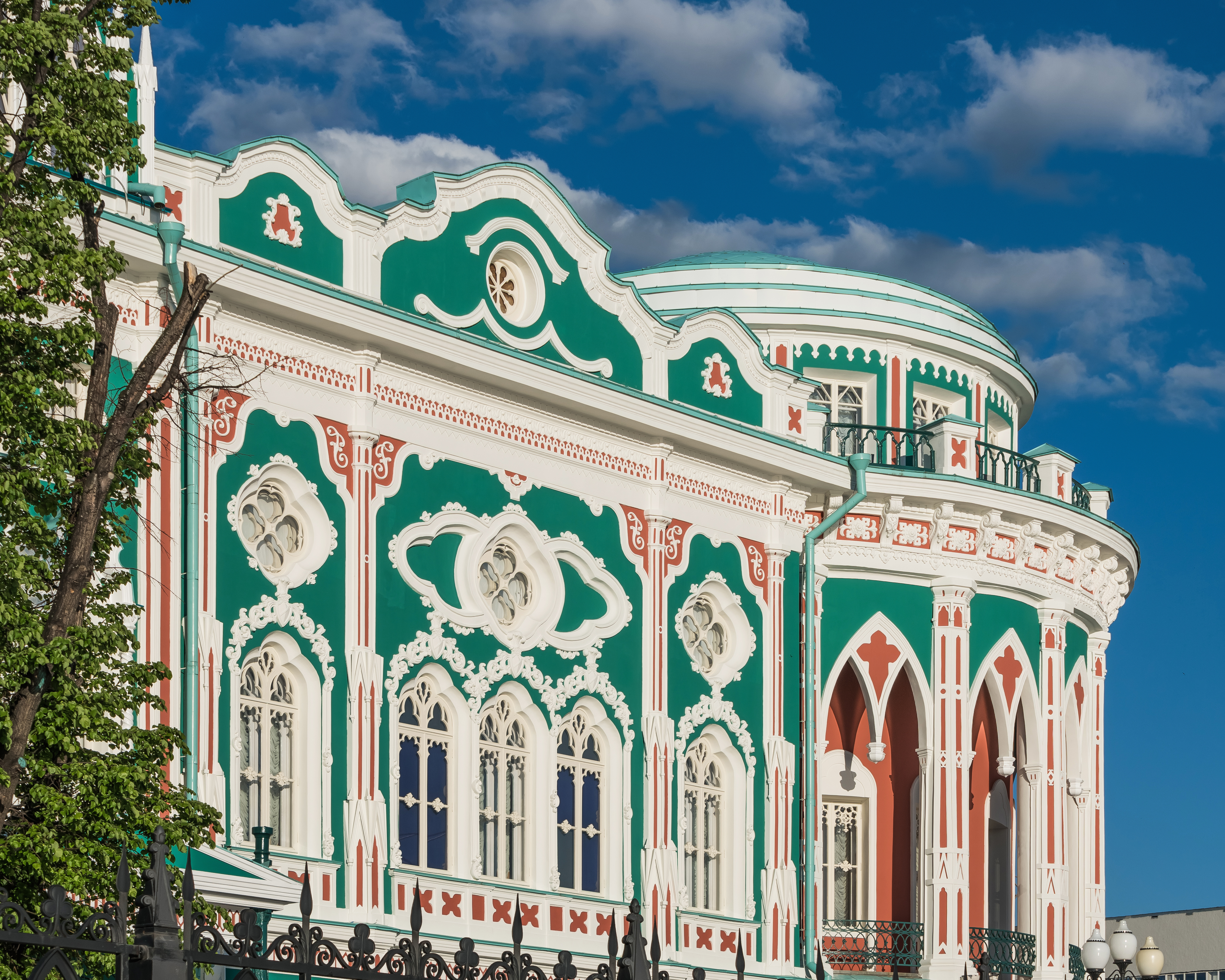
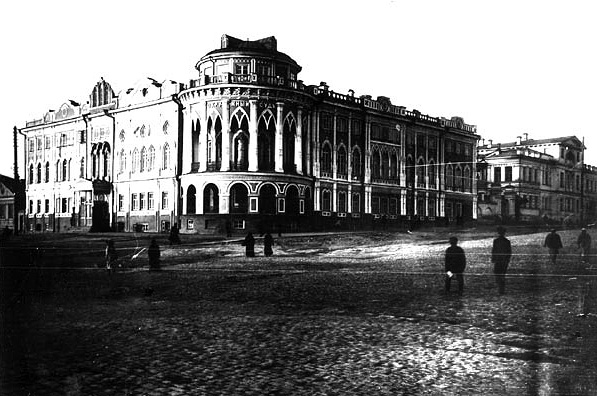
Dům roku 1917
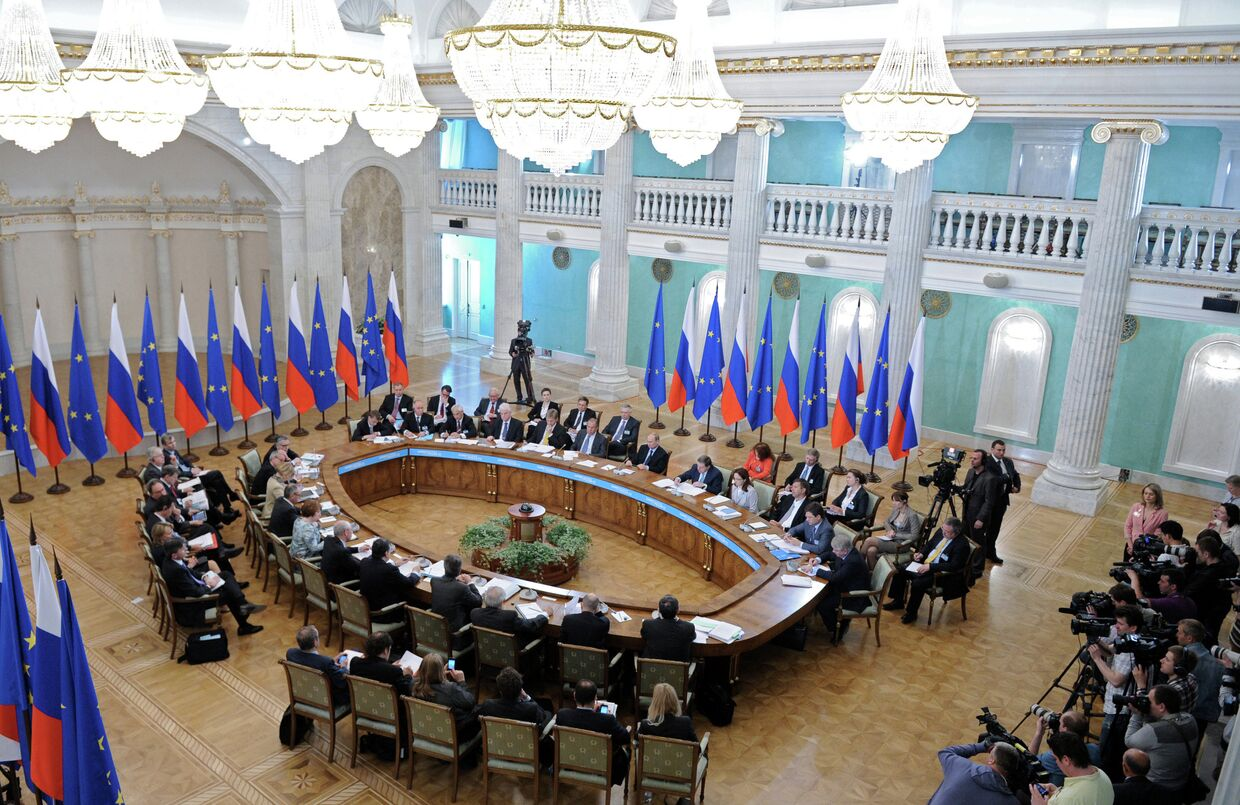
Summit Rusko-EU (2013)
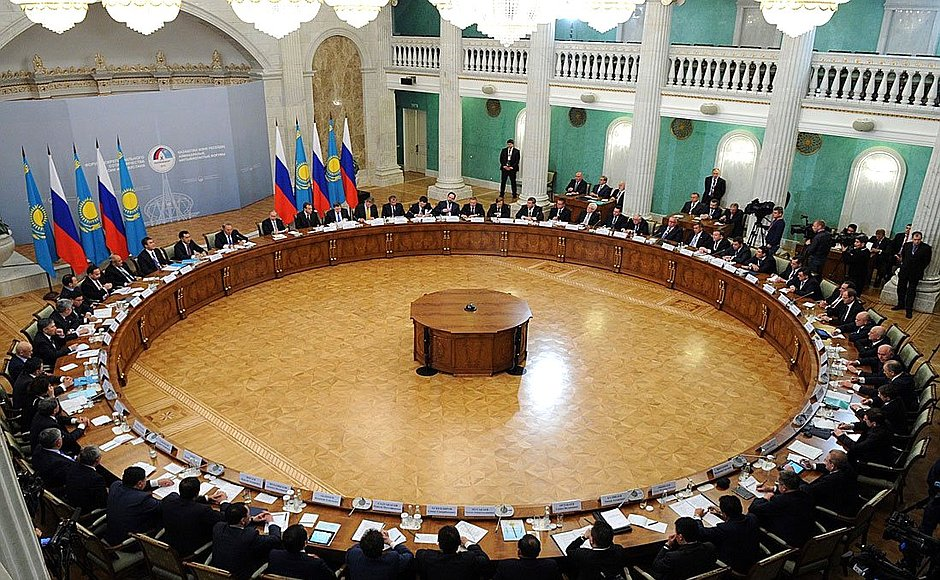
Summit Rusko-Kazachstán (2013)
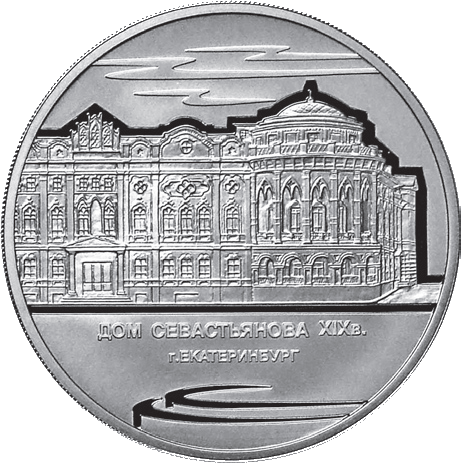
Pamětní mince z roku 2008